# 연대별 대한민국의 텔레비전 드라마 목록
대한민국의 텔레비전 드라마 목록 (연대별)에서는 대한민국의 드라마를 서술한다.

## 목록
| 연대별                                   |
| ---------------------------------------- |
| 1960년대 대한민국의 텔레비전 드라마 목록 |
| 1970년대 대한민국의 텔레비전 드라마 목록 |
| 1980년대 대한민국의 텔레비전 드라마 목록 |
| 1990년대 대한민국의 텔레비전 드라마 목록 |
| 2000년대 대한민국의 텔레비전 드라마 목록 |
| 2010년대 대한민국의 텔레비전 드라마 목록 |
| 2020년대 대한민국의 텔레비전 드라마 목록 |

## 같이 보기
- 대한민국의 텔레비전 드라마 목록